# William Diehl
William Diehl (New York, 4 december 1924 - Atlanta, 24 november 2006) was een Amerikaans schrijver en fotojournalist.
Hij verwierf in het laatste kwartaal van de twintigste eeuw bekendheid met boeken als Sharky's Machine en Primal Fear.
In de vijftig jaar voordat Diehl begon te schrijven, had hij zich ontwikkeld tot een vooraanstaand fotograaf en journalist, maar had daarin niet kunnen vinden wat hij zocht. Dientengevolge begon hij op de dag na zijn vijftigste verjaardag met het schrijven van zijn eerste boek, Sharky's Machine (1978), dat na voltooiing direct gepubliceerd werd. Het boek werd enige jaren later zelfs verfilmd door en met Burt Reynolds in de hoofdrol.
Dat was slechts een begin, want na vier andere werken verwierf hij internationale roem door zijn thriller Primal Fear (1992; in het Nederlands vertaald als Het teken van het beest) en de erg spectaculaire vervolgen daarop, namelijk Show of Evil (1995; De schaduw van het beest) en Reign in Hell (1997).
In 1996 werd het eerste boek van die trilogie bewerkt tot een succesvolle film (Primal Fear), waarin Richard Gere en Edward Norton de rollen van respectievelijk advocaat Martin Vail en koorknaap annex hoofdverdachte Aaron Stampler vertolkten.
Werkende aan zijn tiende boek (Seven Ways to Die) stierf William Diehl eind 2006 op 81-jarige leeftijd als gevolg van een aneurysma aortae abdominalis. Hij liet een vrouw en vijf kinderen na.